# 공급 (경제학)

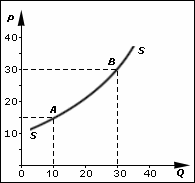
비선형 공급 곡선의 예

공급(supply)은 경제학에서 기업, 생산자, 노동자, 금융자산 제공자 또는 기타 경제 주체가 시장이나 개인에게 기꺼이 제공할 수 있는 자원의 양이다. 공급은 생산된 상품, 노동 시간, 원자재 또는 기타 희소하거나 가치 있는 물건을 통해 이루어질 수 있다. 공급은 종종 수직 축에 단위당 가격을, 수평 축에 가격의 함수로 공급량을 갖는 공급 곡선으로 그래프로 표시된다. 종속변수와 독립변수의 일반적인 위치가 바뀌는 것은 불행한 일이지만 표준적인 관례이다.
공급 곡선은 개별 판매자에 대한 것일 수도 있고, 전체 판매자에 대한 공급량을 합산하여 시장 전체에 대한 것일 수도 있다. 공급량은 특정 기간(예: 한 기업이 1년에 공급하는 철강 톤)에 대한 것이지만, 이론적 설명에서는 단위와 시간이 생략되는 경우가 많다.
상품 시장에서 공급은 다른 모든 요소가 일정하게 유지될 때 생산자가 다양한 가격으로 판매하려는 단위 시간당 제품의 양이다. 노동 시장에서 노동 공급은 임금률에 따라 개인이 일하는데 기꺼이 소비할 의사가 있는 주, 월, 연간 시간의 양이다.
금융시장에서 화폐공급은 화폐시장에서 이용 가능한 유동성이 높은 자산의 양으로, 이는 국가의 화폐당국에 의해 결정되거나 영향을 받는다. 이는 어떤 유형의 통화 공급을 논의하고 있는지에 따라 달라질 수 있다. 예를 들어 M1은 일반적으로 거의 즉시 통화로 변환할 수 있는 좁은 화폐, 동전, 현금 및 기타 화폐 등가물을 가리키는 데 사용된다. 대조적으로 M2에는 M1이 모두 포함되지만 단기 예금과 특정 유형의 시장 자금도 포함된다.

## 같이 보기
- 공급측면 경제학
- 공급의 법칙
- 수요와 공급